# Uluburun

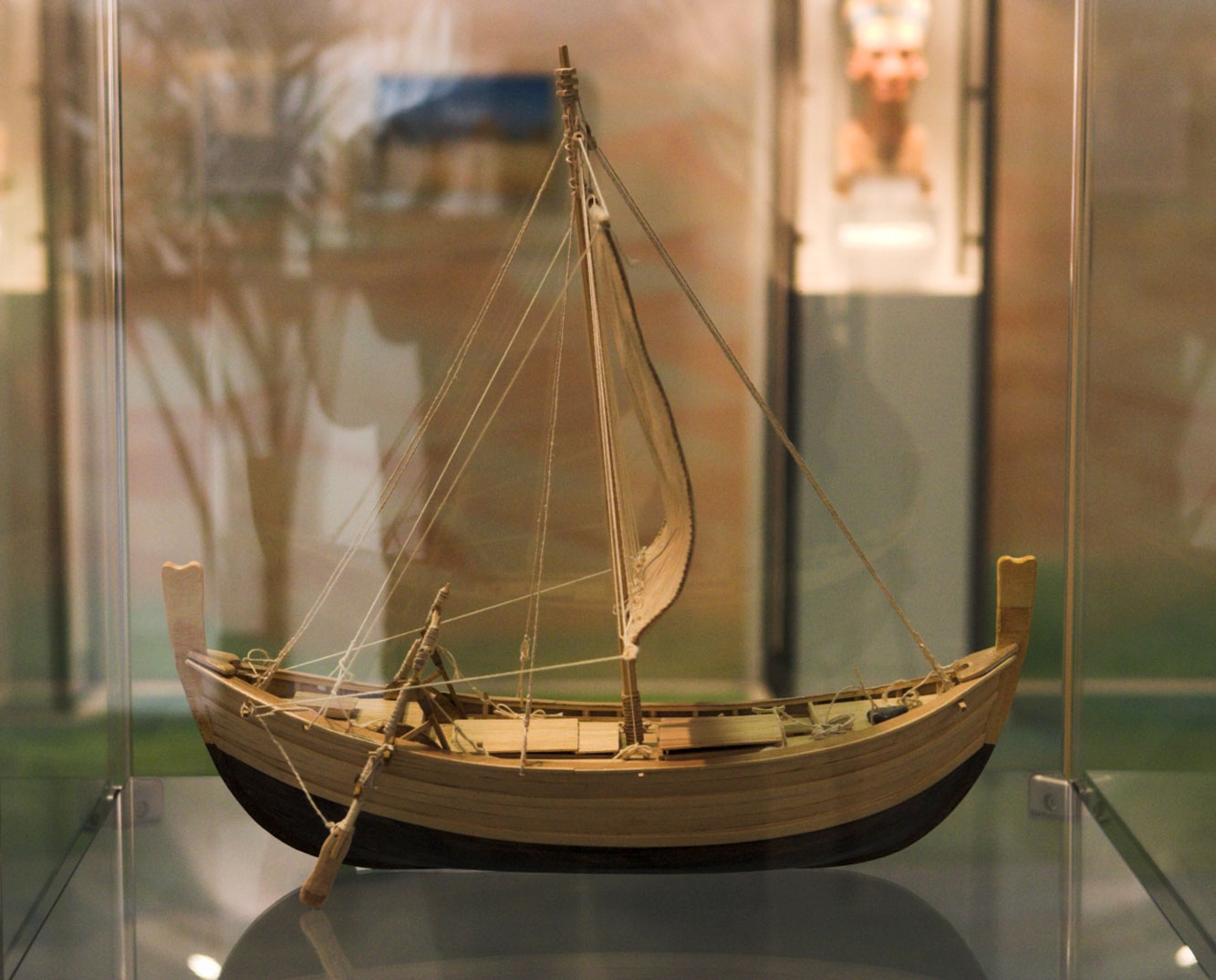
Drewniany model statku Uluburun

Uluburun – wrak statku z około 1300 roku przed naszą erą, odkryty w 1982 na Morzu Śródziemnym przez tureckiego poławiacza gąbek, Mehmeta Cakira. Jest jednym z najważniejszych zbadanych wraków i jednym z głównych źródeł do poznania starożytnych kontaktów handlowych. Jest to również jedno z największych skupisk starożytnych dóbr handlowych, surowców, tworzyw i wyrobów rękodzielniczych odkrytych w basenie Morza Śródziemnego. Na pokładzie znajdowały się artefakty pochodzące z co najmniej 11 różnych kultur, poświadczające różnoraki, dalekosiężny handel, prowadzony w późnej epoce brązu.

## Położenie
Wrak spoczywał na głębokości 42–61 metrów na skalistym, stromym zboczu, 60–70 metrów od południowego wybrzeża Turcji, niedaleko miasta Kaş. Nazwa wraku pochodzi od przylądka Uluburun, u wybrzeży którego znajduje się to stanowisko.

## Badania
Wstępne badania w 1983 były prowadzone przez Institute of Nautical Archaeology. Dalsze prace prowadzone w latach 1984–1994 odbyły się pod patronatem Bodrum Museum of Underwater Archaeology oraz Turcji. Pod kierownictwem George’a Bassa w latach 1984–1985 i Camela Pulaka w okresie od 1986–1994 archeolodzy wykonali 22 413 nurkowań, co daje 6613 godzin spędzonych pod wodą. Aby uniknąć choroby dekompresyjnej, nurkowie mogli jednorazowo spędzać przy wraku tylko 20 minut. Przy projekcie pracowali płetwonurkowie i archeolodzy z wielu krajów świata. Celem było wydobycie fragmentów statku, a przede wszystkim ładunku. Stanowisko to zostało całkowicie wyeksplorowane.
Istotną częścią badań wraku było odkrycie jego struktury. Po zlokalizowaniu wraku przystąpiono do sprecyzowania najbardziej prawdopodobnego obszaru zasięgu tak, by nie przeoczyć ważnych elementów kadłuba. Następnie ostrożnie oczyszczono teren z zalegającego tam piachu, co jak opisywał C. Pulak w 1985 roku, zostało im wynagrodzone odsłonięciem kadłuba wraku. Podczas prac przy wraku Uluburun wypracowano wiele metod, które potem stały się bardzo popularne przy badaniach wraków morskich, szczególnie tych zalegających na dużych głębokościach. Przy eksploracji używano różnego typu narzędzi (młotki, przecinaki itp.). Ciężkie artefakty, jak kamienne kotwice, podnoszono z dna hydraulicznym podnośnikiem i wyciągano za pomocą balonów wypełnionych powietrzem. Drobniejsze zabytki wyciągano w koszach.

## Konstrukcja
Statek zbudowany został z drewna cedrowego. Kadłub miał 15–16 metrów długości, a szerokość wynosiła około 5 metrów. Do łączenia desek używano dębowych czopów i klamer. Technika ta znana była już wcześniej w rejonie basenu Morza Śródziemnego pod nazwą techniki skorupowej, w której budowę zaczyna się od uformowania ram kadłuba. Stępka liczyła 28 centymetrów szerokości i 22 centymetry wysokości. Poza funkcją konstrukcyjną stanowiła balast do obniżania środka ciężkości kadłuba. Maksymalnie statek mógł unieść 20 ton ładunku. Maszt był długości 12,5 metra. Wieszano na nim dwie 13,5-metrowe reje, na których mocowano żagiel o powierzchni 87,5 metra kwadratowego. Przy wraku znaleziono 24 kotwice o różnych ciężarach, o kształcie dobrze znanym w rejonie Morza Śródziemnego.
Statek mógł rozwijać prędkość dochodzącą do 7–8 węzłów przy umiarkowanym wietrze, natomiast podczas ciszy rozpędzał się do 2,5-3 węzłów.

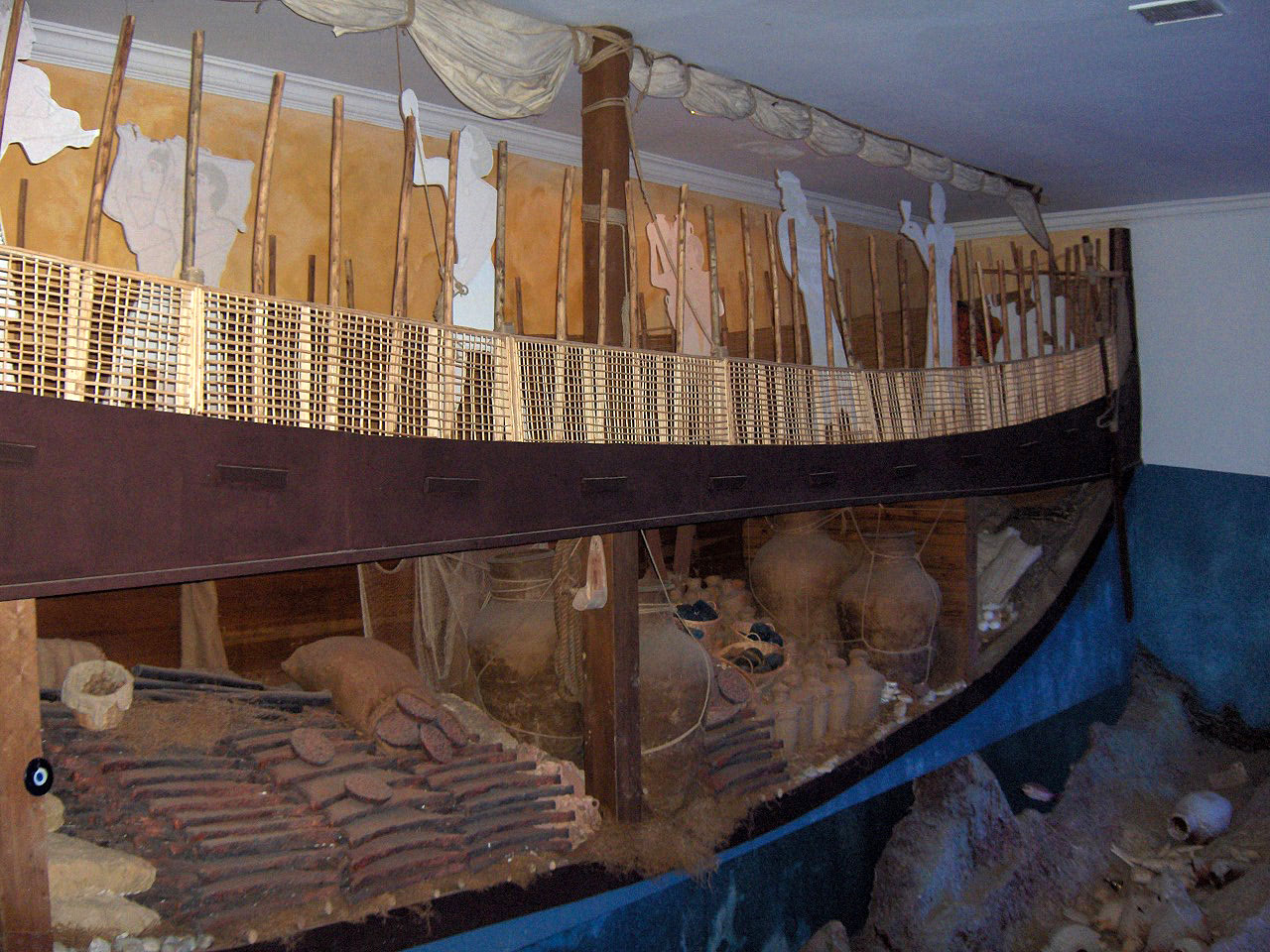
Replika statku, skala 1:1

## Trasa i pochodzenie statku
Był pochodzenia kananejskiego lub cypryjskiego, skąd najpewniej rozpoczął swą podróż w kierunku regionu egejskiego. Pochodzenie to sugerują narzędzia, brzytwy, amulety i mnóstwo innych przedmiotów znajdujących się na pokładzie, a także fakt, że duża część ładunku była proweniencji syro-palestyńskiej. To, że statek i załoga byli pochodzenia kananejskiego lub cypryjskiego i płynęli w kierunku basenu Morza Egejskiego, jest poparciem dla teorii George’a Bassa. W swoich publikacjach Bass przekonuje do znaczenia handlu miedzią, cyną i innymi surowcami pochodzenia wschodniośródziemnomorskiego w późnej epoce brązu oraz że to właśnie żegluga wschodniośródziemnomorska, a nie mykeńska, odgrywała ważną, wręcz dominującą rolę, w handlu. Płynął wzdłuż wybrzeży Morza Śródziemnego, cumując w wielu portach. Jednym z etapów podróży miały być Mykeny. Opłynął Baleary, gdzie dalej podróżował trzymając się wybrzeży Europy. Na otwarte morze wypłynął po minięciu Kalabrii. Kolejnymi punktami podróży były wyspy Morza Egejskiego i w końcu przylądek Uluburun. Najprawdopodobniej końcowym etapem podróży miał być basen Morza Czarnego.

## Ładunek
Na ładunek składały się przedmioty i towary pochodzenia kanaanejskiego, cypryjskiego, mykeńskiego, egipskiego, nubijskiego, bałtyckiego, północnobałkańskiego, starobabilońskiego, kasyckiego, asyryjskiego, bliskowschodniego i prawdopodobnie sycylijskiego lub północnoitalskiego.
Główny ładunek
- miedź (10 ton) i cyna (jedna tona)
- inne surowce (szkło, kości, drewno)
- nasiona i owoce
- wyroby rękodzielnicze

### Surowce

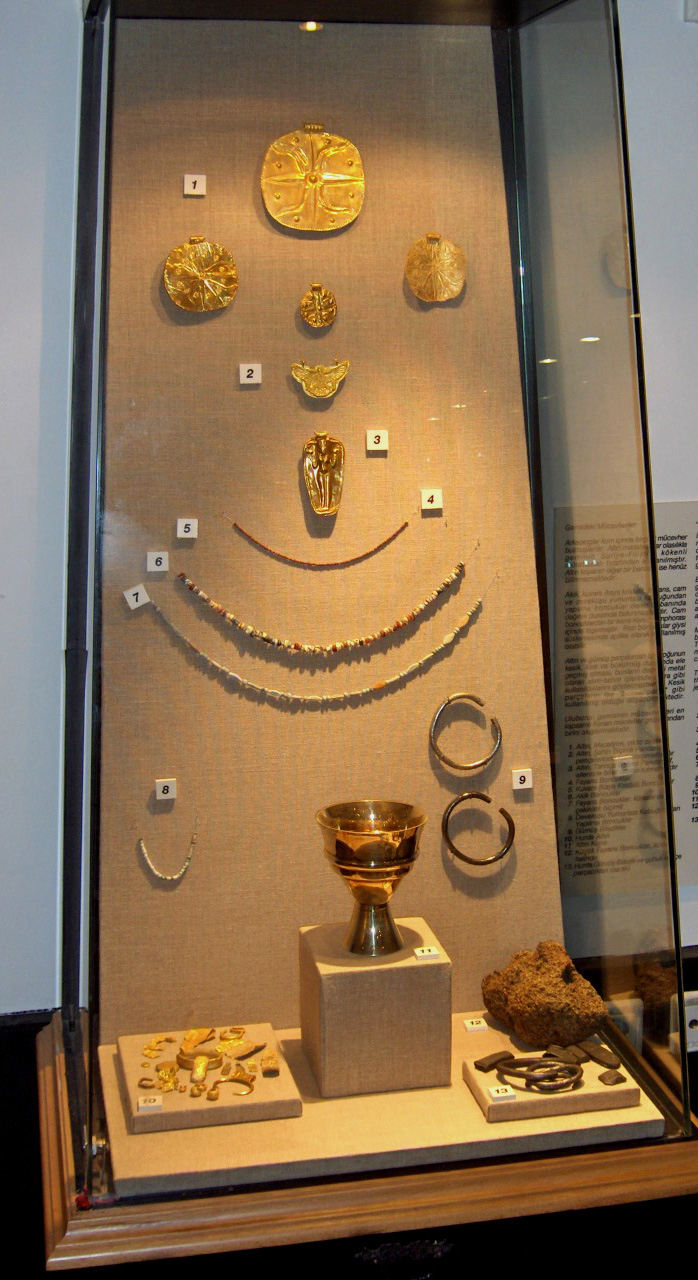
Egipska biżuteria znaleziona we wraku statku

Podstawowy ładunek stanowiło w przybliżeniu 10 ton miedzi i 1 tona cyny. Większość ładunku miedzi składała się ze sztab o średniej wadze sztaby 24,61 kg. Po przeprowadzeniu analiz izotopowych stwierdzono, że surowiec, z którego je wykonano związany jest z cypryjską rudą miedzi. Cennym ładunkiem statku były także żywica terpentynowca i żywica z drzew pistacjowych, która wraz z mirrą i innymi żywicami była dodawana jako środek konserwujący do wina i potraw. Wykorzystywano ją także do innych celów np. jako środek zapachowy do kadzideł czy do balsamowania zwłok. Ponadto znaleziono szklane fryty, kość słoniową oraz kość hipopotama, kłody afrykańskiego ciemnego drewna dalbergii czarnodrzewu, nazywanego przez Egipcjan hebanem, drewno cedrowe, skorupy strusich jaj, prawdopodobnie przeznaczone do użycia jako pojemniki, oraz składniki służące do produkcji kadzideł.

#### Szkło
Niektóre ze 175 szklanych sztab przycięte były na kształt stożka. Były zabarwione na wiele kolorów, między innymi na kolor niebieskiego kobaltu (chemicznie identyczne z niebieskim szkłem znanym z czasów XVIII dynastii egipskiej, co sugeruje wspólne pochodzenie materiału), turkusowy, w jednym przypadku na kolor lawendowy.

### Nasiona i owoce
Migdały, nasiona sosny, figi, oliwki, winogrono (zarówno w postaci wina jak i rodzynek), kminek, kolendra, granaty, pszenica i jęczmień znalezione na statku mogły być zarówno przeznaczone dla celów handlowych jak i stanowić zapasy dla pasażerów i załogi.

### Wyroby rękodzielnicze
Na statku znajdowało się również 135 cypryjskich naczyń, w tym 9 cypryjskich pitosów. Ceramika taka jest dość rzadka w regionie egejskim, choć niedawno wykopaliska na Krecie ujawniły emporium z późnej epoki brązu zawierające importy cypryjskie. Do pojedynczych wyrobów tego typu zaliczyć należy również lampy oliwne. Do mykeńskich wyrobów zaliczyć można prawie dwa tuziny kawałków delikatnej oraz użytkowej ceramiki, długie brązowe szpile, paciorki z bałtyckiego bursztynu, szklane paciorki oraz brzytwy, noże i miecze, a także diademy. Między lewantyńskimi wyrobami znajdowały się złota i srebrna biżuteria, złoty pektorał, medaliony, paciorki, wisiorki oraz pierścionek. Wydobyto również miedziane i brązowe misy, pięć naczyń z cyny (więcej niż do tamtej pory znaleziono z całej epoki brązu na Bliskim Wschodzie i w regionie egejskim), dwa kościane pojemniki kosmetyczne w kształcie kaczek z ruchomymi skrzydłami. Ważną grupą znalezisk były instrumenty muzyczne, a wśród nich kościana trąbka w kształcie rogu barana, a także zmodyfikowana skorupa żółwia. Innym znaleziskiem był też wielki złoty kielich i wiele szklanych, fajansowych, agatowych, kwarcowych, kościanych, złotych, bursztynowych paciorków. Niektóre z nich wykonano ponadto ze skorup strusich jaj i muszli. W obrębie wraku odkryto też największą do tej pory kolekcję zoomorficznych odważników z epoki brązu. W jej skład wchodzą odważniki w kształcie sfinksa, ptaków łownych, lwów, żab, a nawet much. Kształty te sugerują, że bazowano na standardach egipskich.

#### Drewniane tablice
Archeolodzy natrafili także na składane drewniane tablice; ich wewnętrzne strony pokryte były pszczelim woskiem, przeznaczone były do pisania na nich. Uważa się, że gdyby woda morska nie zniszczyła warstwy pszczelego wosku, drewniane tablice z wraku byłyby najstarszą książką świata. Jest to rodzaj drewnianej oprawy połączonej trójdzielnymi zawiasami wykonanymi z kości słoniowej. Składa się z dwóch skrzydeł drewnianych długości 9,5 cm i szerokości 6,2 cm.

## Konserwacja zabytków
Podczas podwodnych prac przy wraku z Uluburun między 1984 a 1994 rokiem na powierzchnię wydobyto ponad 18 000 kompletnych artefaktów i ich licznych fragmentów. Mimo że przy konserwacji pracowali zarówno specjaliści jak i liczne grupy wolontariuszy, prace trwały przez cały następny rok. Ogromna liczba artefaktów spowodowała, że prace w Bodrum Castle Laboratory trwały wiele lat. Każdy trzymiesięczny sezon badań oznaczał około dwa lata prac konserwatorskich. Artefakty te ponadto prezentują szeroki wachlarz form i materiału, a dodatkowo różny stopień zachowania. Priorytetem była konserwacja przedmiotów wykonanych z materiałów organicznych takich jak kość czy drewno oraz wyszukanie możliwie jak najlepszych metod konserwacji.